# Jean-Luc Domenach
Pour les articles homonymes, voir Domenach.
Jean-Luc Domenach, né le 11 août 1945 à Hauterives (Drôme), est un sinologue et politologue français. Chercheur à la Fondation nationale des sciences politiques, il est spécialiste de la politique chinoise et des problèmes contemporains de l'Asie.

## Biographie

### Jeunesse et études
Jean-Luc Domenach naît le 11 août 1945. Il est le fils de l'écrivain et résistant Jean-Marie Domenach.  
Il est diplômé de l’Institut d'études politiques de Paris (promotion 1969, section Relations internationales).  
Il a étudié le chinois à l'Inalco.  
Sa thèse de 3e cycle en science politique, soutenue en 1979 (co-tutelle EHESS-Université Paris-Nanterre) sous la direction de Lucien Bianco, s’intitule « Aux origines du grand bond en avant : la crise économique, sociale et politique dans la province du Henan et les mutations de la ligne politique du Parti communiste chinois de l'été 1956 à l'été 1958 ».  
Jean-Luc Domenach devient ensuite docteur d'État pour une thèse intitulée « Répression et enfermement en Chine populaire (1948-1989) », supervisée par Marie-Claire Bergère à l'EHESS en 1992. 
Il est marié à Geneviève Domenach-Chich (d), militante au Parti socialiste, qui l'a accompagné à Pékin, elle a travaillé à l'UNESCO.
Il est le père de Muriel Domenach (d), énarque, diplomate et consultante télé ; d'Élise Domenach (d), normalienne, traductrice de Stanley Cavell et journaliste pour la revue de cinéma Positif ; et de Raphaël Domenach, journaliste sportif. Il est le frère du journaliste Nicolas Domenach.

### Parcours professoral
À partir de 1973, il est chercheur à la Fondation nationale des sciences politiques (FNSP). Il enseigne à cette occasion à l'Institut d'études politiques de Paris. Il y anime également un programme de DEA sur l'Asie contemporaine. 
Entre 1995 et 2000, il est directeur scientifique de la FNSP. À partir de 2001, il reprend son poste de directeur de recherche au CERI. 
En 2002, il est détaché à Pékin, responsable du séminaire franco-chinois de sciences humaines et sociales de Pékin à l'université de Tsinghua. Il rentre en février 2007 pour enseigner à l'Institut d'études politiques de Paris et au CERI jusqu'à sa retraite.

### Parcours professionnel
De 1970 à 1972, il séjourne à Tokyo, puis à Hong Kong en tant qu'attaché culturel auprès du consulat général de France de 1976 à 1978. 
Il est chargé de mission au centre d'analyse et de prévision du ministère des Affaires étrangères de 1979 à 1981, puis dirige le Centre d'études et de recherches internationales (CERI) de 1985 à 1994. En 2001, il devient président du comité de pilotage de la Maison franco-chinoise de la science.

## Autres activités
- chroniqueur régulier à La Croix et Ouest-France ;
- membre du conseil scientifique ou du comité de rédaction de plusieurs revues, dont la Revue française de science politique, Vingtième Siècle. Revue d'histoire, Critique internationale, Politique étrangère et Politique internationale, Croissance ainsi que Géoéconomie;
- membre du Conseil d'administration de Malesherbes Publications ;
- membre de l'Association pour la défense des principes de la démocratie humaniste (Ouest-France) ;
- membre de la Société Hubert Beuve-Méry (Le Monde) ;
- membre du Conseil d'orientation de la chaîne Histoire ;
- membre du Haut Conseil de la coopération internationale ;
- vice-président du Comité Asie de la Fondation européenne de la science ;
- vice-président du Comité des sciences sociales de la Commission française de l'UNESCO ;
- membre du Conseil d'administration de l'École française d'Extrême-Orient et de plusieurs conseils scientifiques notamment à l'EHESS, aux Presses de Sciences Po, au Centre Marc Bloch, au CEFC de Hong Kong et à l'Institut de relations internationales et stratégiques, du “Réseau Asie” français, du conseil scientifique du réseau euro-asiatique Alliance, de l’Advisory Board du Asia Europe Journal.

## Avis et commentaires

### Tibet
Jean-Luc Domenach indique que la Chine, depuis les années 1950, considère le Tibet comme « une différence à détruire », ainsi les Chinois ont écrasé le Tibet jusqu'au milieu des années 1970.
Évoquant les troubles au Tibet de mars 2008 Jean-Luc Domenach considère que le problème est « de nature coloniale, il existe une armée chinoise, ils font ce qu'ils veulent et peuvent s'appuyer sur les Chinois radicaux mais aussi sur des Tibétains collaborateurs ». Jean-Luc Domenach estime que la question tibétaine sera « résolue par la colonisation, puisque les Chinois, d'une façon ou d'une autre, vont inonder le Tibet ».

### Prix Nobel de Liu Xiaobo
Jean-Luc Domenach indique que l'attribution du prix Nobel de la paix à Liu Xiaobo est un « camouflet absolu » pour la Chine qui refuse une ingérence dans ses affaires. Les dirigeants chinois devraient se montrer plus rigoureux dans leurs échanges avec les Occidentaux. Mais il est impossible de connaître à l'avance l'ampleur des rétorsions car la direction chinoise est relativement divisée.

## Publications

### Ouvrages
- Aux origines du Grand Bond en avant, le cas d'une province chinoise, Presses de la FNSP, 1982.
- Chine : l'archipel oublié, Fayard, 1992.
- Avec Philippe Richer : La Chine 1949-1994, Le Seuil (1985), 2e édition : 1994.
- Avec David Camroux : L'Asie retrouvée, Le Seuil, 1997.
- L'Asie en danger, Fayard, 1998  (ISBN 2213597626)
- Avec Aimé Savard : L'Asie et nous, Desclée de Brouwer, 2001  (ISBN 2220050297)
- Où va la Chine ?, Fayard, 2002.
- Comprendre la Chine d'aujourd'hui, Perrin, 2007
- La Chine m'inquiète, Perrin, 2008.
- Mao, sa cour et ses complots. Derrière les Murs rouges, Fayard, 2012[11],[12].
- Les Fils de princes. Une génération au pouvoir en Chine, Fayard, 2016

### Articles
- « Que veut la Chine ? Que peut-elle donc ? », in Politique étrangère, no 1, 1983, p. 87-100.
- « Le totalitarisme n'arrête pas l'histoire : communisme et société en Chine », in Esprit, septembre-novembre 1984, p. 23-39.

## Distinctions
- Chevalier de l'ordre national du Mérite
- Chevalier de la Légion d'honneur.